# Illex coindetii
Illex coindetii o aluda és una espècie de mol·lusc cefalòpode de la família Ommastrephidae. És comestible, molt apreciada i comuna. Es troba principalment a la mar Mediterrània i als dos costats de l'Atlàntic Nord. Illex coindetii és l'espècie més estesa del gènere Illex.
Illex coindetii es troba de normalment a la zona nerítica, pelàgica i bentònica a unes fondàries de 200 a 600 metres.